# Clase New Orleans
La Clase New Orleans de la Armada de los Estados Unidos consistió de siete cruceros pesados: Astoria (1934), Minneapolis (1934), New Orleans (1934), Quincy (1934), San Francisco (1934), Tuscaloosa (1934) y Vincennes (1944).
Tres de ellos (Astoria, Quincy y Vicennes) fueron hundidos durante la batalla de la isla de Savo el 9 de agosto de 1942.

## Características
Crucero pesado de 9950 t de desplazamiento, 180 m de eslora, 18 m de manga y 6 m de calado; propulsión de 4 turbinas de vapor (4 hélices, potencia 107 000 shp, velocidad 32,7 nudos); 9 cañones de 203 mm (3×3), 8 cañones de 127 mm (8×1), 8 ametralladoras de 12,7 mm y 4 aviones.

## Unidades
| Nombre        | Número | Constructor                       | Asignado | Baja | Destino         |
| ------------- | ------ | --------------------------------- | -------- | ---- | --------------- |
| New Orleans   | CA-32  | New York Navy Yard                | 1934     | 1947 | Desguazado      |
| Astoria       | CA-34  | Puget Sound Navy Yard             | 1934     | -    | Hundido en 1942 |
| Minneapolis   | CA-36  | Philadelphia Navy Yard            | 1934     | 1947 | Desguazado      |
| Tuscaloosa    | CA-37  | New York Shipbuilding Corporation | 1934     | 1946 | Desguazado      |
| San Francisco | CA-38  | Mare Island Navy Yard             | 1934     | 1946 | Desguazado      |
| Quincy        | CA-39  | Bethlehem Steel                   | 1934     | -    | Hundido en 1942 |
| Vincennes     | CA-44  | Bethlehem Steel                   | 1937     | -    | Hundido en 1942 |